# La vendetta di Kociss
La vendetta di Kociss (Conquest of Cochise) è un film del 1953 diretto da William Castle.
È un western statunitense ambientato nel 1853 con John Hodiak, Robert Stack e Joy Page.

## Trama
Il maggiore Tom Burke è assegnato a condurre quattro truppe di cavalleria in Arizona, territorio recentemente acquistato dagli Stati Uniti. Sia il temuto Apache Cochise e le tribù indiane sono in guerra con la popolazione messicana. Oltre alle tre parti in causa, il maggiore Burke si trova di fronte un uomo d'affari insidioso cui profitti di vendita di alcol a tutte le parti è minacciata dalla pace. Cochise rapisce una ragazza bianca (molto bella) e le insegna la vita indiana, fino a quando non viene ritrovata e rimandata a casa dalla sua famiglia, che non vedeva da anni. Nel frattempo si innamora del capo indiano, viene ricambiata.

## Produzione
Il film, diretto da William Castle su una sceneggiatura di DeVallon Scott e Arthur Lewis e un soggetto dello stesso Scott, fu prodotto da Sam Katzman per la Columbia Pictures e girato a Santa Clarita, nel ranch di Corriganville a Simi Valley, e nel Vasquez Rocks Natural Area Park ad Agua Dulce, in California, dall'11 al 22 dicembre 1952.

## Distribuzione
Il film fu distribuito con il titolo Conquest of Cochise negli Stati Uniti nel settembre 1953 al cinema dalla Columbia Pictures.
Altre distribuzioni:
- in Svezia il 22 febbraio 1954 (Indiangisslan)
- in Finlandia il 23 aprile 1954 (Rajaseudun apashit)
- in Austria (Auf Kriegspfad)
- in Brasile (Conquista de Apache)
- in Spagna (La conquista de Cochise)
- in Grecia (Adamastos fylarhos)
- in Italia (La vendetta di Kociss)
- nei Paesi Bassi (De held der Apachen)